# Phyllodium
Pour les articles homonymes, voir Phyllode.
Genre
Phyllodium est un genre de plantes à fleurs dicotylédones de la famille des Fabaceae , sous-famille des Faboideae, originaire d'Asie et d'Australasie, qui comprend six espèces acceptées.

## Liste d'espèces
Selon The Plant List (26 octobre 2018) :
- Phyllodium elegans (Lour.)Desv.
- Phyllodium insigne (Prain)Schindl.
- Phyllodium kurzianum (Kuntze)H.Ohashi
- Phyllodium longipes (Craib)Schindl.
- Phyllodium pulchellum (L.)Desv.
- Phyllodium vestitum Benth.